# Androlymnia malgassica
Androlymnia malgassica là một loài bướm đêm trong họ Noctuidae.